# Ярилово (Смоленская область)
Яри́лово (Ерилово) — деревня в Смоленской области России, в Демидовском районе. Расположена в северо-восточной части области в 37 км к северо-востоку от Демидова, в 10 км к северо-западу от Пржевальского, на северном берегу озера Дго, на территории национального парка «Смоленское поозёрье».
Население — 5 жителей (2007 год). Входит в состав Баклановского сельского поселения.

## Достопримечательности
- Комплекс археологических памятников в окрестностях деревни:
  - Неолитическая стоянка в 1,5 км к югу от деревни на восточном берегу озера Дго. Относится к 4-3-му тысячелетию до н.э.
  - Южнее стоянки селище 1-го тысячелетия н.э.
  - Селище на южной окраине деревни конца 1-го тысячелетии н.э.
  - Курганная группа (19 шаровидных курганов высотой до 1,6м) в 1,6 км южнее деревни на восточном берегу озера. Насыпаны в XI – начале XIII века.